# Cojoba

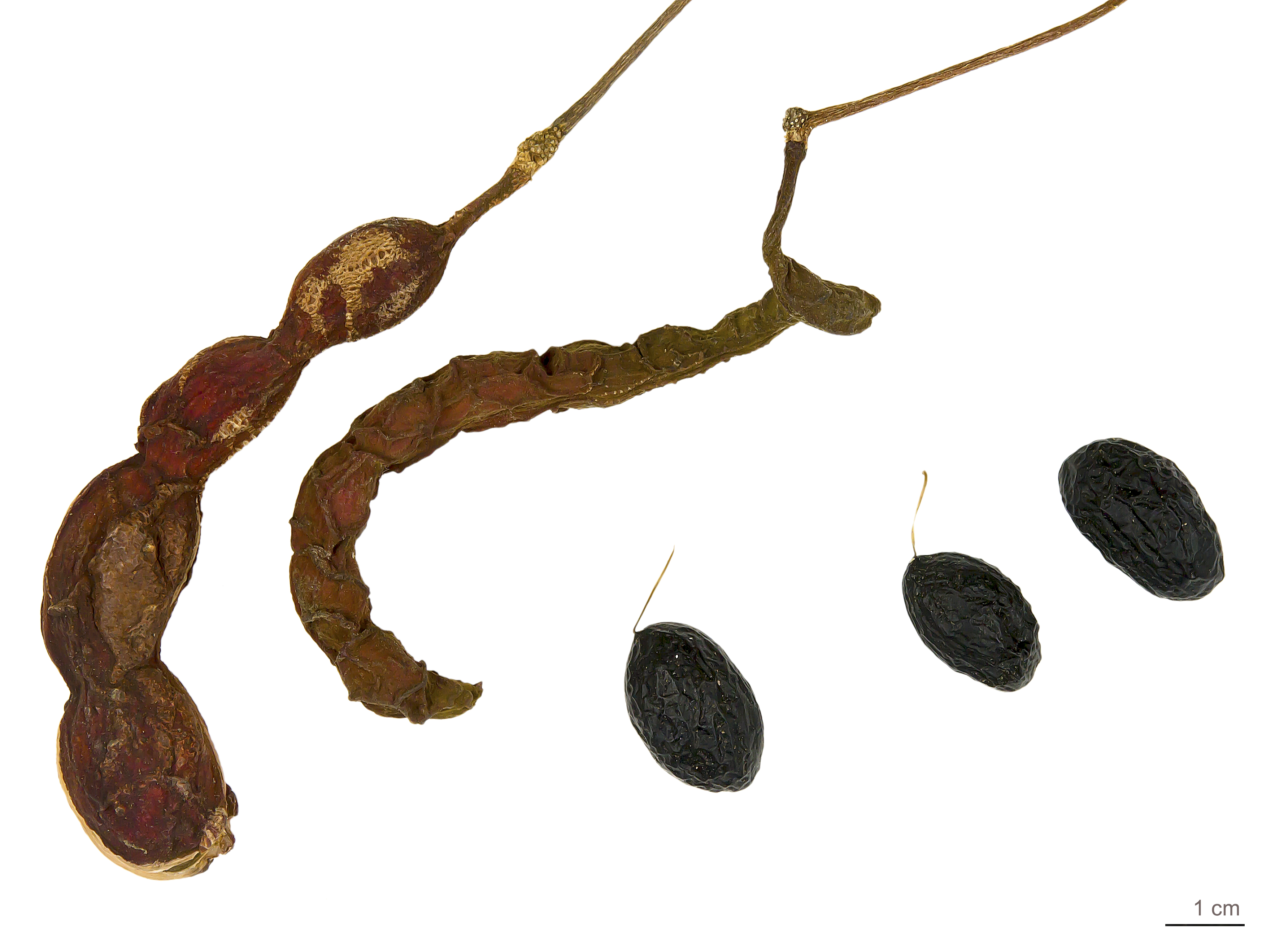
Cojoba arborea - MHNT

Cojoba é um género botânico pertencente à família Fabaceae.

## Espécies
- Cojoba rufescens

1. ↑  «Cojoba — World Flora Online». www.worldfloraonline.org. Consultado em 19 de agosto de 2020